# Charte 08

La Charte 08 (chinois : 零八宪章 ; pinyin : Língbā Xiànzhāng) est un manifeste publié le 10 décembre 2008 pour promouvoir la réforme politique et le mouvement démocratique chinois dans la république populaire de Chine. Elle compte 303 premiers signataires, dont des intellectuels chinois et militants des droits de l'homme, puis recueille plus de 5 000 signatures . Liu Xiaobo en est l'un des auteurs, voire l'auteur principal,. Liu Xiaobo a reçu le prix Nobel de la paix en 2010 et a été emprisonné de 2009 à 2017, date de son décès alors qu'il était en libération conditionnelle pour raisons médicales.

## Préambule de laCharte 08
« Cette année est celle du centenaire de la constitution chinoise, elle est également le soixantième anniversaire de la déclaration universelle des droits de l’homme, le trentième anniversaire de l’apparition du « Mur de la démocratie » et le dixième anniversaire de la signature par la Chine du Pacte international des droits civiques et politiques des Nations Unies. Après avoir fait la longue expérience d’une situation désastreuse en matière de droits de l’homme et de difficiles luttes, le peuple chinois se rend compte plus clairement chaque jour que la liberté, l’égalité et les droits de l’homme sont des valeurs universelles de l’humanité ; et que la démocratie, la république et un gouvernement constitutionnel sont le cadre fondamental d’un système politique moderne. Une « modernisation » qui s'éloigne de ces principes universels et de ces éléments fondamentaux revient à dépouiller les gens de leurs droits, à dégrader les rapports humains, à supprimer la digne lutte des hommes contre le malheur. Dans quelle direction la Chine du 21e siècle ira-telle ? Continuera-t-elle une « modernisation » dont la caractéristique est que ceux qui la dirigent menacent les droits des autres, ou bien, en reconnaissant ces valeurs partagées et universelles, en se fondant dans ce courant commun de civilisation, va-t-elle bâtir un système de gouvernement démocratique ? C'est un choix qu'on ne peut se passer de faire. »

En tant que document d'origine chinoise, il est inhabituel en ce sens qu’il en appelle à une plus grande liberté d'expression et à des élections libres. Il a été publié le 10 décembre 2008, le 60e anniversaire de la Déclaration universelle des droits de l'homme, et son nom est une référence au mouvement Charte 77 en Tchécoslovaquie.

## Contenu de laCharte 08
Le document fut signé par 303 personnes, malgré le fort risque d'arrestation et emprisonnement.  Les signataires furent des citoyens éminents, comme le blogueur Tibetain, Woeser ou Bao Tong, ancien dirigeant du parti communiste, ou encore l'économiste et défenseur des droits de l'homme Feng Zhenghu. La Charte réclame 19 titres d'améliorations des droits de l'homme en Chine, comprenant un système judiciaire indépendant, la liberté d'association, et la fin du parti unique. « Toutes sortes de conflits sociaux se sont accumulés, et les sentiments de mécontentement s'accroissent… Le système actuel est rétrograde au point où un changement est devenu inévitable. » La Chine reste le seul grand pouvoir au monde à maintenir un système politique autoritaire qui viole les droits de l'homme. « La situation doit changer ! Les reformes politiques démocratiques ne doivent plus être retardées ! »
Exigences spécifiques :
1. Amendement de la constitution ;
2. Séparation des pouvoirs ;
3. La démocratisation de la législature ;
4. L'indépendance judiciaire ;
5. Une fonction publique rendant compte aux citoyens ;
6. Assurances sur les droits de l'homme ;
7. Élection des fonctionnaires ;
8. Égalité rurale–urbaine ;
9. Liberté d'association ;
10. Liberté de rassemblement ;
11. Liberté d'expression ;
12. Liberté de religion ;
13. L'éducation civique ;
14. Protection de la propriété privée ;
15. Réforme fiscale et financière ;
16. Sécurité sociale ;
17. Protection de l'environnement ;
18. Une république fédérale ;
19. Commission de vérité et de réconciliation[8].

Un mois après la publication de la charte, près de 7 000 personnes à l’intérieur et à l'extérieur de Chine ont signé la charte,.

## Réactions

### En Chine

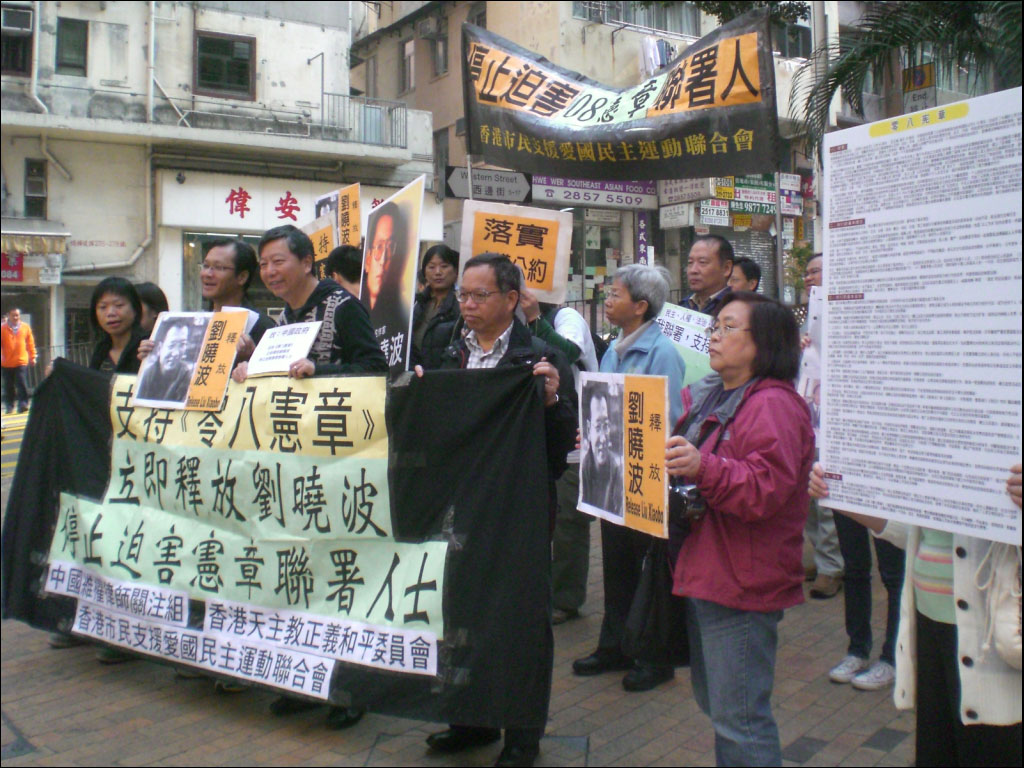
Protestation à Hongkong contre l'arrestation de Liu Xiaobo

Le gouvernement de la Chine a fait peu de déclarations à ce sujet. Le 8 décembre 2008, deux jours après le 60e anniversaire de l'adoption de la déclaration universelle des droits de l'homme par l'ONU et dans l'imminence de la mise en ligne de la charte, Liu Xiaobo fut arrêté par la police et incarcéré dans un lieu inconnu ; on lui a permis de voir sa femme une fois, ; plusieurs lauréats du Prix Nobel ont écrit au Président Hu Jintao demandant sa libération. En réponse, le gouvernement continue d'écraser le mouvement : au moins 70 des 303 signataires originaux ont reçu des « invitations » ou ont subi des interrogatoires de la police ; il existe une interdiction aux journalistes d'interviewer tous ceux qui ont signé la charte ; la police aurait interrogé le journaliste Li Datong et deux avocats qui sont toujours en liberté. Tout rapport médiatique sur la charte aurait été interdit. Le site bullog.cn (en), soupçonné d'être lié aux militants, fut bloqué.
Le Quotidien du Peuple indique dans un article du 29 octobre 2010, concernant Liu Xiaobo, que la Charte 08 « s'oppose à la dictature démocratique du peuple, au socialisme et à la structure unitaire de l'État, inscrits dans la Constitution chinoise ».

### Réponse internationale
Un certain nombre de gouvernements étrangers, dont les États-Unis, l'Allemagne et Taïwan ont condamné le harcèlement de ceux qui soutiennent la Charte 08. Selon Human Rights in China, les médias internationaux ont plutôt bien reçu la charte et les ONG soutiennent son message,,. Le Dalaï-lama a également exprimé son admiration pour la charte.

#### Prises de positions aux États-Unis
Le 11 décembre 2008, Sean McCormack, porte-parole du département d'État des États-Unis à Washington, publie une notice du gouvernement des États-Unis :

« Les États-Unis sont profondément préoccupés par les rapports selon lesquels des citoyens chinois ont été détenus, interrogés et harcelés alors qu'ils se préparaient à célébrer le Jour des droits de l'homme et le 60e anniversaire de l'adoption de la Déclaration universelle des droits de l'homme. Nous sommes particulièrement inquiets du sort de Liu Xiaobo, un écrivain dissident éminent, qui demeure entre les mains des autorités. Nous demandons au gouvernement de la Chine de remettre en liberté Liu Xiaobo et de mettre fin au harcèlement des citoyens chinois qui expriment de manière pacifique leur aspiration aux libertés fondamentales reconnues par la communauté internationale. Publié le 11 décembre 2008. »

## Accueil critique
L'avocat chinois Zhang Sizhi, signataire de la Charte 08, considère celle-ci comme étant mal rédigée. Malgré ce défaut, il indique que  « la Charte 08 a la qualité de vouloir faire évoluer le système dans un cadre modéré et constitutionnel. ».
Selon Hans Schattle, auteur de Globalization and Citizenship (2012), l'appel à la privatisation lancé par la Charte suscita des réserves parmi nombre de critiques socialistes et socio-démocrates de la mondialisation économique qui soutenaient la Charte et condamnaient l'arrestation et l'emprisonnement de Liu Xiaobo. Un critique fait remarquer que si la Charte propose une privatisation équitable et concurrentielle au lieu de celle privilégiant les copains qui a la faveur du PCC, on ne sait comment elle sera mise en œuvre. Et d'ajouter : il y a quelque chose d'ironique dans le fait que les artisans de la Charte 08 ont rédigé ce document alors que survenait la plus grave crise des marchés qu'ait connue le monde depuis 1929.

## Conséquences pour les signataires de laCharte 08

### Liu Xiaobo
Le 1er octobre 2009, jour du soixantième anniversaire de la proclamation par Mao Zedong de la république populaire de Chine, le Congrès des États-Unis a appelé la Chine à libérer Liu Xiaobo emprisonné formellement depuis juin 2009 sur suspicion d’« incitation à la subversion du pouvoir de l’état »,. Howard Berman, président de la commission des Affaires étrangères de la Chambre des représentants des États-Unis, a indiqué lors du débat : 

« Le gouvernement chinois ne semble pas être conscient de l'ironie de ses actes, car ses efforts pour étouffer la Charte 2008 ne font que souligner l'incapacité de la Chine à se conformer aux principes mêmes qu'elle avance. »

Le 25 décembre 2009, Liu Xiaobo est condamné à onze ans de prison pour subversion, ce qui provoque de nombreuses réactions internationales. Il a reçu le prix Nobel de la paix 2010. Le 26 juin 2017 est annoncée sa liberté conditionnelle ainsi que son transfert à l’hôpital pour le traitement d'un cancer du foie en phase terminale. Le 13 juillet 2017, il meurt au Shenyang's First Hospital of China Medical University des suites de son cancer, sa demande de se faire soigner à l'étranger ayant été refusée jusqu'au bout par le gouvernement chinois.

### Ai Weiwei
Ai Weiwei, un des artistes majeurs de la scène artistique indépendante chinoise, a été arrêté le 3 avril 2011. Il est relâché au bout de trois mois, mais se voit confisquer son passeport. Il récupère son passeport le 22 juillet 2015.

### Pu Zhiqiang
L'avocat Pu Zhiqiang est arrêté le 6 mai 2014 pour avoir participé à une commémoration privée des événements de Tiananmen.

### Teng Biao
Le 19 février 2011, Teng Biao a été arrêté par la police et détenu dans un lieu inconnu. Il s'était rendu à une réunion trois jours auparavant pour discuter des moyens de venir en aide au dissident Chen Guangcheng, maintenu illégalement en résidence surveillée après avoir purgé sa peine de prison. Deux autres avocats, Tang Jitian et Jiang Tianyong, présents à cette réunion, ont également été arrêtés. Teng Biao a été libéré le 29 avril, après plus de deux mois de détention. Selon Amnesty International, les trois avocats sortis de prison restent "maintenus sous surveillance".

### Xia Yeliang
En octobre 2013, Xia Yeliang, professeur d'économie à l'université de Pékin, est limogé en raison de ses prises de position en faveur de réformes démocratiques. Il était l'un des premiers signataires de la Charte 08.

### Tang Jingling
Tang Jingling est un défenseur de la désobéissance civile non violente. Il est en détention depuis le 16 mai 2014.